# Pērkonkrusts

Flaga organizacji

Pērkonkrusts (Krzyże Błyskawicy) – łotewska organizacja skrajnie prawicowa, faszystowska, nacjonalistyczna i antysemicka, działająca w latach 30.

## Zarys historyczny
W styczniu 1932 r. na Łotwie została założona radykalna organizacja Ugunskrusts (Ogniste Krzyże). Jej twórcą był Gustavs Celmiņš, b. ochotnik w wojnie wyzwoleńczej 1918–1920 i urzędnik państwowy. Została ona jednak szybko zdelegalizowana przez socjaldemokratyczny rząd. Odrodziła się już w maju 1933 r. pod nazwą Pērkonkrusts. W styczniu 1934 r. władze państwowe ponownie ją rozwiązały. Liczyła wówczas ok. 5–6 tys. członków. W marcu tego roku zamach stanu na Łotwie przeprowadził dotychczasowy premier Kārlis Ulmanis; G. Celmiņš został aresztowany na 3 lata, a główni działacze Pērkonkrusts zesłani do obozu w Lipawie. W 1937 r. G. Celmiņš wyjechał z kraju, a w 1938 r. został kierownikiem zagranicznej komórki zdelegalizowanej organizacji. Po zajęciu Łotwy przez Armię Czerwoną w 1940 r., wielu b. członków Pērkonkrusts prowadziło antysowiecką działalność szpiegowską na rzecz Niemiec.
Kiedy wojska niemieckie opanowały kraj w poł. 1941 r., dawni przywódcy organizacji podjęli próby reaktywowania działalności. Jednakże Niemcy podejrzliwie przyjęli tę inicjatywę i ostatecznie zakazali odbudowania Pērkonkrusts. W okresie okupacji liczni b. członkowie Pērkonkrusts prowadzili kolaborację z okupantami. Wchodzili oni w skład ochotniczych oddziałów (np. Arājs Kommando), które zwalczały komunistów i ich sympatyków, a także brały udział w prześladowaniach Żydów. Z drugiej jednak strony część zaangażowała się w działalność antyniemieckiego ruchu oporu.

## Program i organizacja
Pērkonkrusts ideologicznie miała charakter faszystowski. Głosiła skrajnie nacjonalistyczne hasło „Łotwa dla Łotyszy”, co rozumiała przez udział we władzach politycznych i ekonomicznych kraju wyłącznie rdzennych Łotyszy. Chciała także wykreślenia z konstytucji części przyznającej mniejszościom narodowym autonomię kulturalną. Jej program zawierał ponadto hasła antysemickie. Nadrzędnymi wartościami była prostota i czystość. Polityków pozostałych partii oskarżano o korupcję. Rządzący socjaldemokraci oskarżali ich o bycie agenturą hitlerowską.
Największym poparciem Pērkonkrusts cieszyła się w miastach, w dużym stopniu wśród studentów. Jej członkowie nosili szare koszule oraz czarne krawaty i berety, a na znak powitania wznosili prawe ramię z okrzykiem Cześć walce! (Cinai sveiks!). Symbolem organizacji była swastyka.